# Tauá-Mirim
A ilha de Tauá-Mirim é uma ilha localizada à sudoeste da ilha de Upaon-Açu, separada pelo Estreito dos Coqueiros. Pertence ao município de São Luís, distante 20 km do centro da cidade, compondo a sua zona rural.
A ilha se estende aproximadamente da altura de Porto Grande, ao norte, até o limite com a ilhota Tauá Redonda, já nos contrafortes do Campo de Perizes, ao sul.
A região é constituída por extensos manguezais, capoeiras, babaçuais, nascentes, juçarais e remanescentes de mata amazônica em vários estágios de sucessão ecológica. Entre os animais, é possível ver macacos, papagaios do mangue (curicas), garças, revoadas de guarás e outros
O acesso à ilha se dá pelo bairro da Estiva ou pelo bairro do Coqueiro, a 40 minutos de barco motorizado. 
Nesta ilha, localizam-se os povoados Amapá, Embaubal, Jacamim, Portinho e Tauá-Mirim.
Podem ser encontradas, na região, populações quilombolas, ribeirinhas e de pescadores, sendo a pesca artesanal a principal atividade econômica realizada pelas comunidades destes povoados. Muitos habitantes se deslocam, de barco, todos os dias para trabalhar na ilha de São Luís. 
Entre os recursos marinhos observam-se crustáceos e pescados, encontrados nos manguezais, nos rios e no mar. Em solo, os moradores praticam o extrativismo, a agricultura familiar em pequena escala e a criação de animais de pequeno porte, conforme a dinâmica sazonal.
Encontra-se em debate a criação da Reserva Extrativista (Resex) de Tauá-Mirim, pelo governo federal, no intuito de preservação do ecossistema da região, que pode ser afetado pela ampliação do complexo portuário da cidade, com a construção do Porto São Luís.